# Zernyia granataria
Zernyia granataria är en fjärilsart som beskrevs av Otto Staudinger 1871. Zernyia granataria ingår i släktet Zernyia och familjen mätare. Inga underarter finns listade i Catalogue of Life.